# Henri De Gorge

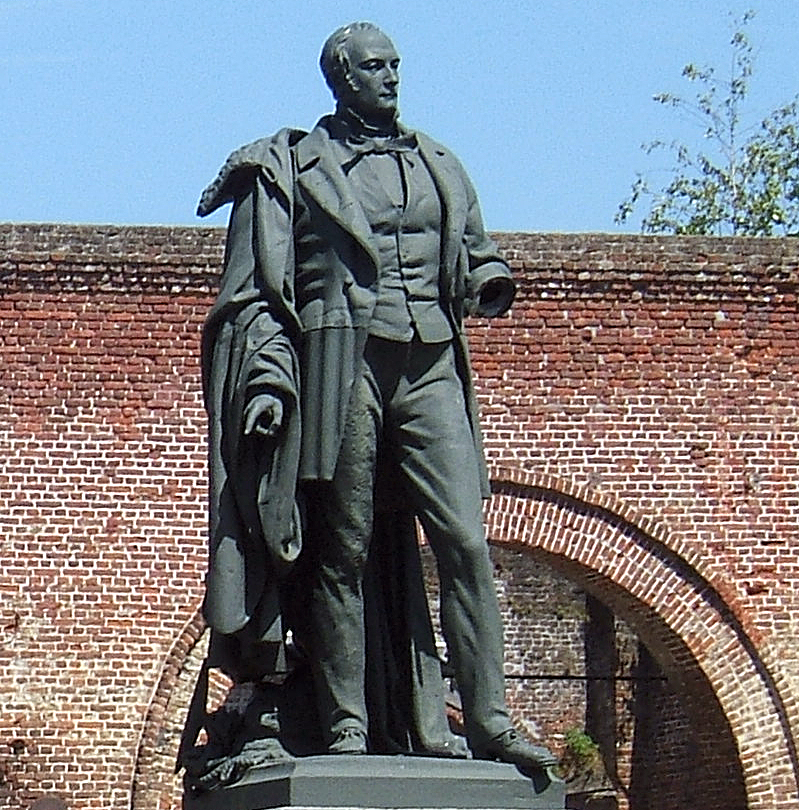
Het standbeeld van Henri De Gorge

Henri Joseph De Gorge, ook De Gorge - Legrand (Orsinval, Noorderdepartement, 12 februari 1774 - Hornu, 22 augustus 1832), was een Belgisch industrieel en katholiek senator.

## Levensloop
De Gorge was de oudste zoon in het talrijk gezin van de Franse landbouwer Philippe De Gorge en van Marie Dehaynin. Hij trouwde met Marie-Thérèse Jean en in tweede huwelijk met Eugénie Legrand. In 1825 kreeg hij de naturalisatie binnen het Verenigd Koninkrijk der Nederlanden.
Hij kwam voor het eerst in de Zuidelijke Nederlanden in 1795, als bediende bij de Intendentie van het Franse bezettingsleger van Samber-en-Maas. In 1804 was hij kolenhandelaar in Rijsel. In 1810 werd hij eigenaar en directeur van de verwaarloosde Charbonnages du Grand-Hornu. Hij was ook medestichter van de 'Ateliers de Construction de machines à vapeur et de mécaniques du Grand-Hornu. Hij bouwde na heel wat problemen maar met uiteindelijk succes, een mijnsite uit waar hij monumentaler en esthetischer te werk ging dan het de gewoonte was. Hij zorgde ervoor steeds de technische evolutie op de voet te volgen. Hij bouwde ongeveer 500 woningen voor zijn mijnwerkers. Daar voegde hij aan toe: scholen, een openbare bibliotheek, ontspanningslokalen.
In 1831 werd hij verkozen tot katholiek senator voor het arrondissement Bergen, een mandaat dat een jaar later door zijn dood werd afgebroken. Hij werd het slachtoffer van de cholera-epidemie die toen woedde. De vennootschap werd verder geleid door zijn weduwe en daarna door erfgenamen. Zijn opvolgers richtten een standbeeld voor hem op en plaatsten het op het middenplein van het fabriekscomplex. Le Grand Hornu, eigendom geworden van de provincie Henegouwen, werd erkend door UNESCO als Werelderfgoed.
Hij was lid van de vrijmetselaarsloge Les Amis Réunis in Rijsel.